# Silba ophyroides
Silba ophyroides är en tvåvingeart som först beskrevs av Mario Bezzi 1920.  Silba ophyroides ingår i släktet Silba och familjen stjärtflugor. Inga underarter finns listade i Catalogue of Life.